# Гільза (рід)

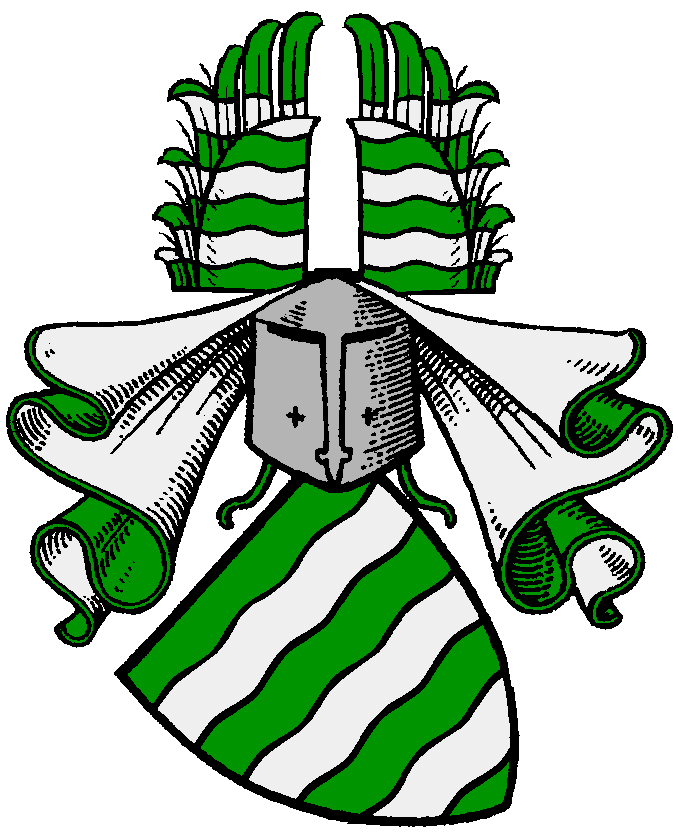
Герб роду Гільза.

Барони фон унд цу Гільза (нім. Freiherren von und zu Gilsa) —давній рід гессенських аристократів.

## Історія
Перша письмова згадка про рід Гільза датована 1224 роком. Батьківщина роду — місто Ноєнталь. В 16 столітті рід розколовся на 2 гілки — Гільза-Обергоф і Гільза-Унтергоф. Після утворення НІмецької імперії Гільза були прирівняні в правах з прусськими аристократами і отримали баронський титул.

## Маєтки
Родині належать маєтки Обергоф Гільза та Унтергоф Гільза. Маєток Міттельгоф Гільза, в якому жили представники родової гілки, вимерлої в 1898 році, проданий ремісничій спілці. Теперішньою резиденцією сім'ї є замок Людвігзек, успадкований родиною в 1980-х роках. Всі маєтки розташовані у Ноєнталі, окрім замку Людвігзек: він розташований у Людвігзау.

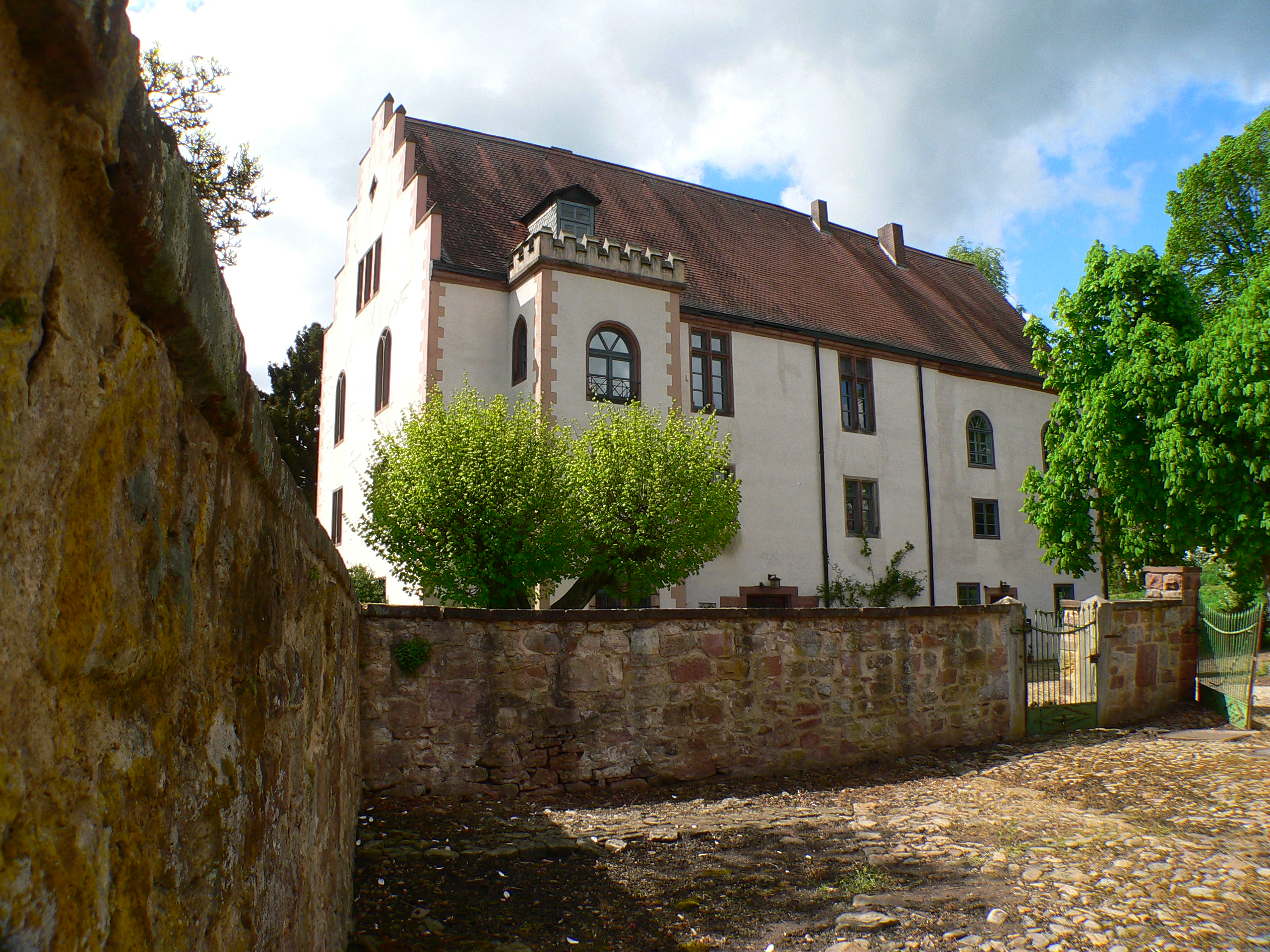
Обергоф Гільза (також відомий як замок Гільза)
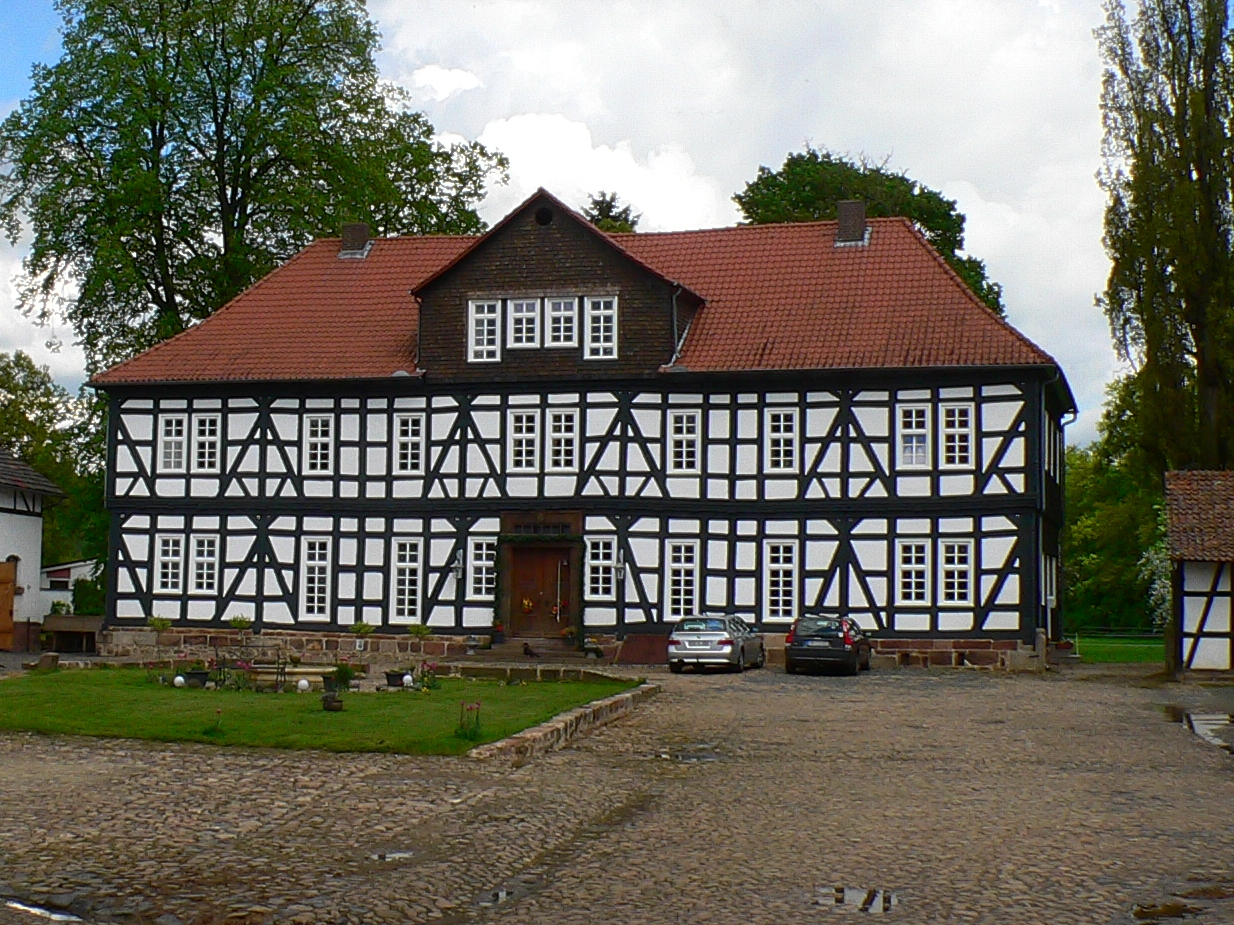
Унтергоф Гільза
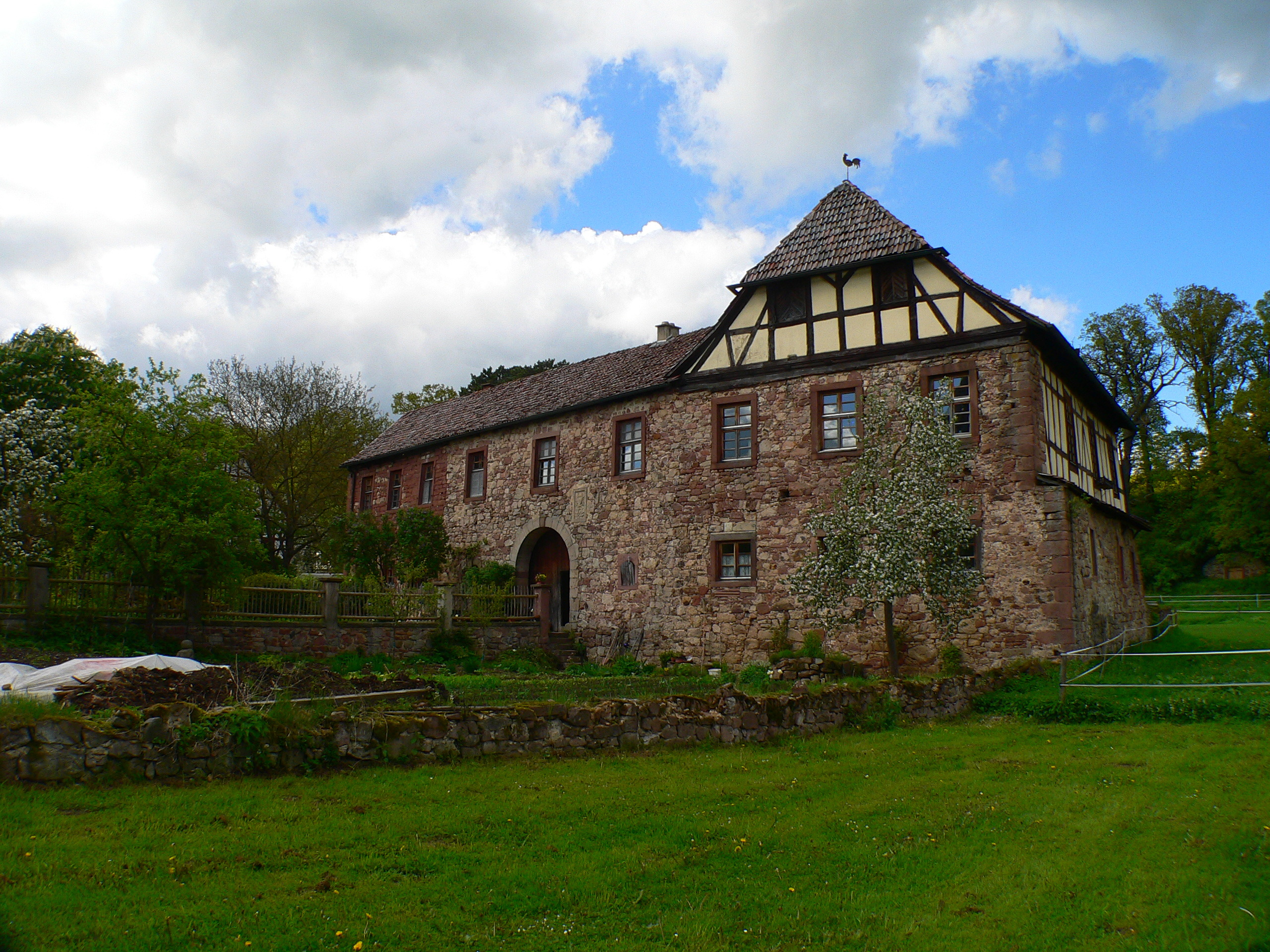
Міттельгоф Гільза
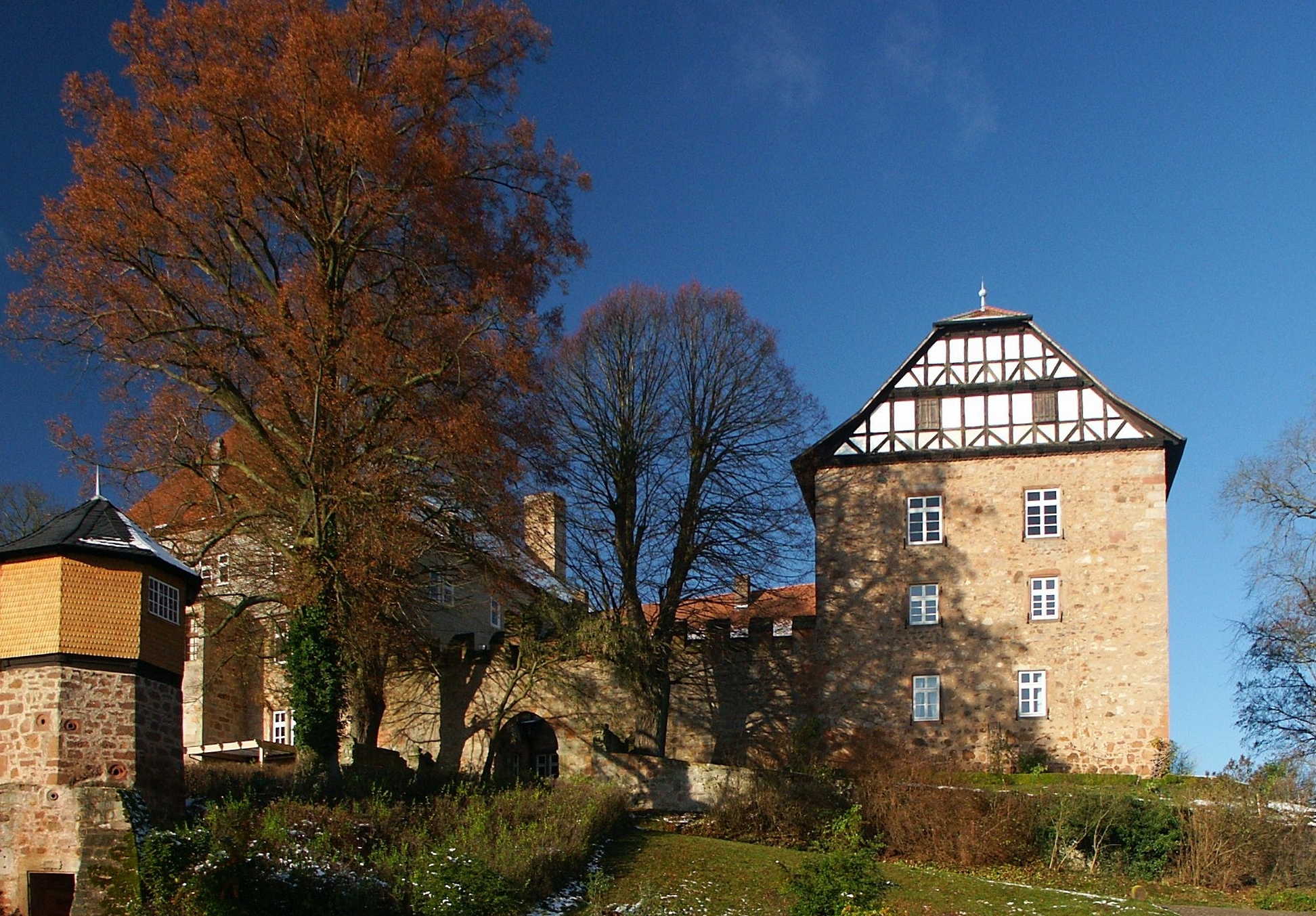
Замок Людвігзек

## Відомі представники
- Вернер фон Гільза (1889 — 1945) — німецький офіцер, генерал піхоти вермахту. Кавалер Лицарського хреста Залізного хреста з дубовим листям.